# 飯高地区コミュニティ交通かはだ
飯高地区コミュニティ交通かはだ（いいたかちくコミュニティバスこうつうかはだ）は、三重県松阪市飯高町のコミュニティバス（乗合タクシー）である。株式会社三重交通に委託。

## 概要
三重交通バス飯南波瀬線の末端部（森－上木梶間）の廃止に伴い、2010年（平成22年）4月1日より「飯高波瀬森コミュニティバスたかみ」3便を運行開始した。運賃は1乗車100円で土・休日・年末年始運休。
2010年（平成22年）7月1日に新型車両を導入し、同日飯高林業総合センター（飯高町波瀬）で出発式が行われた。
2024年（令和6年）4月1日　飯高地区内248か所に乗降場所を設けた完全なデマンドバスに運行方式を変更。名称を「飯高波瀬森コミュニティバスたかみ」から「飯高地区コミュニティ交通かはだ」に変更。予約が必要であるが、定時で運行するコミュニティバスを平日３往復運行。

## 現行路線（定時路線）
- （主な停留所）JAみえなか いいたか支店 - 宮本消防車庫前 - 森 - 森診療所 - 乙栗子 - 桑原集会所 - 月出案内所 - 林業センター - 木梶 - 栃谷集会所 - 舟戸集会所 - 太良木集会所
  - 森で松阪駅前発着三重交通バス飯南波瀬線（12系統・松阪駅前 - スメール、2021年7月現在1日5往復運行）に連絡している。また、JAみえなか いいたか支店 は同路線の粟野農協前停留所に近接する。

## 現在の車両
- トヨタ・ハイエース

※ 本運行車として2010年（平成22年）7月に導入。10人乗りのワゴン車。

## 過去の車両
- トヨタ・ヴォクシー

※ 試験運行を担当。松阪市飯高振興局のワゴン車を借用していた。